# Mark Atkins (Filmemacher)
Mark O’Brien Atkins ist ein US-amerikanischer Kameramann, Filmregisseur, Drehbuchautor und Filmeditor.

## Leben
Atkins studierte bis 1995 an der University of Central Florida. Für den 1997 erschienenen Film Night Orchid wurde er auf dem New Orleans Film Festival mit dem Louisiana Filmmaker Award ausgezeichnet, außerdem erhielt er für denselben Film den Gold Lion auf dem George Lindsey UNA Film Festival. 2014 erhielt er für den Film Android Cop den Flicker Award. 2015 wurde sein Film A Perfect Vacation mit dem Los Angeles Movie Award und dem Artemis ausgezeichnet.
Atkins übernimmt in seinen Film oftmals mehrere Funktionen; er ist meistens sowohl für die Bildgestaltung als auch für das Drehbuch, die Regie und den Filmschnitt verantwortlich. Fast alle seine Filme werden von der Produktionsfirma The Asylum produziert.

## Filmografie (Auswahl)

### Kamera
- 1995: Great White Shark (Dokumentarfilm)
- 2003: National Geographic Explorer (Fernsehsendung)
- 2004: Pear ta ma ʻon maf
- 2004: Death Valley: The Revenge of Bloody Bill
- 2004: Evil Eyes
- 2004: The Perfect Candidate (Kurzfilm)
- 2004: Swollen Shadows (Kurzfilm)
- 2005: Way of the Vampire
- 2005: Shapeshifter
- 2005: Blurred Vision (Kurzfilm)
- 2005: Dead Men Walking
- 2005: Into the Air: A Kiteboarding Experience
- 2006: Tomorrow’s Yesterday (Kurzfilm)
- 2006: Last Seen at Angkor
- 2006: Razor Sharp (Kurzfilm)
- 2006: Exorcism: Die Besessenheit der Gail Bowers (Exorcism: The Possession of Gail Bowers)
- 2006: Under the Blade
- 2006: Snakes on a Train
- 2006: Halloween Night
- 2007: Sweetzer
- 2007: Freakshow
- 2007: 30.000 Meilen unter dem Meer (30,000 Leagues Under the Sea)
- 2007: AVH: Alien vs. Hunter
- 2007: Polly and Marie (Fernsehfilm)
- 2008: 2012: Doomsday
- 2008: Krieg der Welten 2 – Die nächste Angriffswelle (War of the Worlds 2: The Next Wave)
- 2008: Allan Quatermain and the Temple of Skulls
- 2008: Die Reise zum Mittelpunkt der Erde 2 (Journey to the Center of the Earth)
- 2008: Passed the Door of Darkness
- 2008: Merlin und der Krieg der Drachen (Merlin and the War of the Dragons)
- 2009: Fire Dragon Chronicles: Dragon Quest (Dragonquest)
- 2009: The Terminators
- 2009: Transmorphers 3 – Der dunkle Mond (Transmorphers: Fall of Man)
- 2009: The Land That Time Forgot
- 2009: Haunting of Winchester House
- 2009: Supernova 2012 (2012: Supernova)
- 2009: Princess of Mars
- 2010: MILF – Je reifer die Frucht, desto süßer der Saft (Milf)
- 2011: Battle of Los Angeles
- 2011: Dragon Crusaders – Im Reich der Kreuzritter und Drachen (Dragon Crusaders)
- 2011: Shadow People
- 2012: Sand Sharks
- 2012: Battle Force – Todeskommando Aufklärung (Battle Force)
- 2012: Alien Predator (Alien Origin)
- 2013: Jack the Giant Killer
- 2013: Knight of the Dead
- 2013: Half Way Home (Kurzfilm)
- 2014: Android Cop
- 2014: P-51 Dragon Fighter
- 2014: Dragons of Camelot – Die Legende von König Arthur (The Dragons of Camelot)
- 2015: A Perfect Vacation
- 2015: Road Wars – Willkommen in der Hölle (Road Wars)
- 2015: Marsland – Kein Ort zum Überleben (Martian Land)
- 2016: David vs. Goliath – Die legendäre Geschichte über Mut und Glaube (David vs. Goliath)
- 2016: Planet of the Sharks (Fernsehfilm)
- 2016: Ben-Hur – Sklave Roms (In the Name of Ben Hur)
- 2017: Jurassic School
- 2017: Empire of the Sharks (Fernsehfilm)
- 2018: Sharknado 6: The Last One (The Last Sharknado: It’s About Time)
- 2018: DWB: Dating While Black
- 2018: 6-Headed Shark Attack (Fernsehfilm)
- 2018: Fireball Run Big Country (Fernsehserie)
- 2019: Monster Island – Kampf der Giganten (Monster Island)
- 2019: Big Kill – Stadt ohne Gnade (Big Kill)

### Regie
- 1997: Southern Gothic (Night Orchid)
- 2004: Evil Eyes
- 2006: Halloween Night
- 2008: Allan Quatermain and the Temple of Skulls
- 2008: Merlin und der Krieg der Drachen (Merlin and the War of the Dragons)
- 2009: Fire Dragon Chronicles: Dragon Quest (Dragonquest)
- 2009: Haunting of Winchester House
- 2009: Princess of Mars
- 2011: Battle of Los Angeles
- 2011: Dragon Crusaders – Im Reich der Kreuzritter und Drachen (Dragon Crusaders)
- 2012: Sand Sharks
- 2012: Alien Predator (Alien Origin)
- 2013: Jack the Giant Killer
- 2013: Knight of the Dead
- 2014: Android Cop
- 2014: P-51 Dragon Fighter
- 2015: A Perfect Vacation
- 2015: Road Wars – Willkommen in der Hölle (Road Wars)
- 2016: Planet of the Sharks (Fernsehfilm)
- 2016: Ben-Hur – Sklave Roms (In the Name of Ben Hur)
- 2017: Jurassic School
- 2017: Empire of the Sharks (Fernsehfilm)
- 2018: 6-Headed Shark Attack (Fernsehfilm)
- 2019: Monster Island – Kampf der Giganten (Monster Island)

### Drehbuch
- 1997: Southern Gothic (Night Orchid)
- 2009: Haunting of Winchester House
- 2009: Princess of Mars
- 2011: Battle of Los Angeles
- 2011: Dragon Crusaders – Im Reich der Kreuzritter und Drachen (Dragon Crusaders)
- 2012: Alien Predator (Alien Origin)
- 2012: Dragon Wasps – Mutierter Terror aus der Luft (Dragonwasps, Fernsehfilm)
- 2013: Jack the Giant Killer
- 2013: Knight of the Dead
- 2014: Android Cop
- 2014: P-51 Dragon Fighter
- 2015: A Perfect Vacation
- 2015: Road Wars – Willkommen in der Hölle (Road Wars)
- 2016: Planet of the Sharks (Fernsehfilm)
- 2016: Ben-Hur – Sklave Roms (In the Name of Ben Hur)
- 2017: Empire of the Sharks (Fernsehfilm)
- 2018: Alien Siege – Angriffsziel Erde (Alien Siege)
- 2018: 6-Headed Shark Attack (Fernsehfilm)
- 2019: Monster Island – Kampf der Giganten (Monster Island)
- 2020: In the Drift
- 2020: Shark Season – Angriff aus der Tiefe (Shark Season)

### Filmschnitt
- 1997: Southern Gothic (Night Orchid)
- 2005: Blurred Vision (Kurzfilm)
- 2008: Allan Quatermain and the Temple of Skulls
- 2008: 100 Million BC
- 2008: Merlin und der Krieg der Drachen (Merlin and the War of the Dragons)
- 2009: Princess of Mars
- 2010: 6 Guns
- 2010: Airline Disaster – Terroranschlag an Bord (Airline Disaster)
- 2010: Titanic 2 – Die Rückkehr (Titanic II)
- 2011: Battle of Los Angeles
- 2011: Dragon Crusaders – Im Reich der Kreuzritter und Drachen (Dragon Crusaders)
- 2012: Battle Force – Todeskommando Aufklärung (Battle Force)
- 2012: Alien Predator (Alien Origin)
- 2013: Knight of the Dead
- 2014: Android Cop
- 2015: A Perfect Vacation
- 2015: Road Wars – Willkommen in der Hölle (Road Wars)
- 2015: Marsland – Kein Ort zum Überleben (Martian Land)
- 2016: Planet of the Sharks (Fernsehfilm)
- 2016: Ben-Hur – Sklave Roms (In the Name of Ben Hur)
- 2017: Jurassic School
- 2017: Empire of the Sharks (Fernsehfilm)
- 2018: 6-Headed Shark Attack (Fernsehfilm)
- 2019: Monster Island – Kampf der Giganten (Monster Island)

## Auszeichnungen
- 1997: New Orleans Film Festival, Louisiana Filmmaker Award in der Kategorie Best Feature Film für Night Orchid
- 1997: George Lindsey UNA Film Festival, Gold Lion in der Kategorie Best of Show – Professional für Night Orchid
- 2014: Matchflick Flicker Awards, Flicker Award in der Kategorie Mockbuster Twin für Android Cop (gemeinsam mit José Padilha für RoboCop)
- 2015: Los Angeles Movie Awards, Los Angeles Movie Award in der Kategorie Best Director für A Perfect Vacation
- 2015: Artemis Women in Action Film Festival, Artemis in der Kategorie Best Film für A Perfect Vacation